# Госпиталь (Динабургская крепость)
Госпиталь — кирпичное здание в Динабургской крепости, находится в городе Даугавпилс, Латвия.

## Описание
Занимает квартал в периметре улиц крепости — Александровская, 1-я Офицерская, Госпитальная. Главный фасад с фронтоном выходит на Комендантский сад. Адрес: ул. Гоститаля, 6.

## История
В 1820 г. по проекту архитектора Александра Штауберта в Динабургской крепости начинается строительство госпиталя на 500 коек, которое было закончено в 1827 г. Он заменил прежний 300-коечный госпиталь, работавший там же ранее. Двухэтажное здание в форме прямоугольника со внутренним двором выстроено из кирпича и оштукатурено с рустовкой стен. Через Александровскую улицу находится бывший морг госпиталя. На втором этаже устроена операционная с огромным световым окном, в целях гигиены использовалась водяная завеса в операционной. При госпитале работала аптека, которой в 70-х гг. XIX в. руководил известный фармацевт Мельхиор Кубли, исследовавший минеральные источники г. Краславы. Площадь здания составляет 10 тыс. м².
В 1837 г. госпиталь был расширен до 900 мест. Ему был присвоен 4-й класс, и он стал одним из наиболее значимых военно-медицинских учреждений России. Однако, в связи с удалённостью Динабурга от границ и ввиду строительства военного госпиталя в Риге уже через четыре года госпиталь был переведен в разряд 3-го класса, позднее до 2-го класса, а накануне Первой мировой войны госпиталь был преобразован в военный лазарет.
Во время Первой мировой войны в госпитале находились на излечении служащие русской армии. Для немецких военнопленных было открыто специальное отделение. В конце войны госпиталь вместе со всей крепостью был опустошен.
В 1920-30-х гг. в здании госпиталя находилась Военная больница Латвийской армии. В 1928 г. в ней были устроены современные физиотерапевтический и рентгенологический кабинеты, а в 1930 г. модернизирована кухня и установлены новые стиральные машины. В 1931 г. были открыты глазное отделение и отделение болезней уха-горла-носа. В 1934 г. здесь также была установлена стационарная дезинфекционная камера. В 1935 г. открылась детская колония для детей военнослужащих на 75 мест, а в 1939 г. детское инфекционное отделение. Для больных в одном из бастионов крепости был устроен сад для прогулок. Также к их услугам была большая читальня. В связи с 15-летием Даугавпилсской военной больницы в 1935 г. отмечалось, что за эти годы в больнице прошли курс лечения 47000 больных.
В 1940 г. здесь разместился госпиталь Красной Армии, эвакуированный в 1941 г. в РСФСР. В 1941—1944 использовался германскими оккупационными войсками использовалось по прямому назначению. Осенью 1944 г. госпиталь Министерства обороны СССР возобновил свою работу. Гарнизонный госпиталь на 100 коек имел 4 отделения (хирургическое, терапевтическое, кожно-венерологическое и инфекционное) и предназначался для лечения солдат и офицеров Даугавпилсского гарнизона, ветеранов армии и членов их семей.
Госпиталь работал как лечебное учреждение при всех государственных режимах с 1827 по 1994 годы. Он считался лучшей больницей Даугавпилса, здесь работали лучшие специалисты и появлялись все передовые технологии своего времени. При выводе в 1994 году российских частей из Латвии он был передан в полной сохранности, военные специалисты переводились в Ставрополь.
С середины 1990-х площади госпиталя постепенно разорялись и разграблялись, неотапливаемое здание постепенно разрушалось.

## Будущее
Ранее руководство города планировало организовать бизнес-центр, был написан проект реконструкции здания, вложения оценены в размере по проекту 4,5 миллиона латов, но инвесторов не оказалось. В настоящее время (2021) планируется реставрация здания и перепрофилирование его под площадку для размещения ИТ-стартапов.

## В искусстве
- 13 мая 2011 года у здания велись съёмки эпизода германского фильма «Наши отцы, наши матери», здание госпиталя город Чернигов, осень 1941 года[3][4][5].
- 2-15 сентября 2013 года в здании проходила театральная мастерская «Телпа Даугавпилс» молодых режиссёров[6][7][8].
- 19-28 августа 2014 года в здании прошёл второй фестиваль-лаборатория «Телпа Даугавпилс»[9][10].